# George Mountbatten, al 2-lea Marchiz de Milford Haven
Căpitanul George Louis Victor Henry Serge Mountbatten, al 2-lea Marchiz de Milford Haven (6 decembrie 1892 – 8 aprilie 1938), a fost fiul cel mare al Prințului Louis de Battenberg, primul marchiz de Milford Haven și a soției acestuia, Prințesa Victoria de Hesse. A murit la vârsta de 45 de ani de cancer al măduvei osoase.

## Biografie
Frații săi au fost: Prințesa Alice (mama lui Filip, Duce de Edinburgh), Louise Mountbatten regină a Suediei și Louis Mountbatten.

### Căsătorie și copii
La 15 noiembrie 1916, la Londra, s-a căsătorit cu Contesa Nadejda Mihailovna de Torby, fiica cea mică a Marelui Duce Mihail Mihailovici al Rusiei și a Sofiei von Merenberg. Au locuit la Lynden Manor la Holyport în Berkshire și au avut doi copii:
1. Lady Tatiana Elizabeth Mountbatten (16 decembrie 1917 – 15 mai 1988)
2. David Mountbatten, Marchiz de Milford Haven (12 mai 1919 – 14 aprilie 1970)

A fost un matematician care "putea rezolva probleme complicate în cap" și să "citească cărți de calcul în tren". Regina Elisabeta a II-a a spus despre el, "A fost unul dintre cei mai inteligenți și geniali oameni."